# Frederic Edward Clements
Frederic Edward Clements, född 16 september 1874 i Lincoln i Nebraska, död 26 juli 1945 i Santa Barbara i Kalifornien, var en amerikansk botaniker. Auktorsnamnet Clem. kan användas för Frederic Edward Clements i samband med ett vetenskapligt namn inom botaniken; se Wikipediaartiklar som länkar till auktorsnamnet.
Clements blev filosofie doktor 1898 och extra ordinarie professor samma år. Han blev professor i botanik vid universitetet i Nebraska 1906, i Minnesota 1907 och vid Carnegie Institute i Washington 1917. Clements vetenskapliga forskning rörde främst växtfysiologi, växtekologi, klimatologi, utvecklingslära och växtpaleontologi.